# Pseudocyphellaria dozyana
Pseudocyphellaria dozyana är en lavart som först beskrevs av Mont. & Bosch, och fick sitt nu gällande namn av D. J. Galloway. Pseudocyphellaria dozyana ingår i släktet Pseudocyphellaria och familjen Lobariaceae.   Inga underarter finns listade i Catalogue of Life.